# Islas Shengsi
Las islas Shengsi (en chino tradicional, 嵊泗列島; en chino simplificado, 嵊泗列岛; pinyin, Shèngsìlièdǎo), a veces traducido como archipiélago Shengsi,  son geográficamente un grupo de islas parte del archipiélago Zhoushan, situadas en la bahía de Hangzhou, frente a la desembocadura del río Yangtsé. Comprenden 394 islas, cada una con una superficie mayor de 500 m², pero de los cuales sólo 18 están habitadas. La isla más grande es Sijiao (泗礁山 Sìjiāoshān) con una superficie de 21,2 km².
El área es administrada por el condado de Shengsi (嵊泗县 Shèngsìxiàn) en la ciudad-prefectura de Zhoushan (舟山地区 Zhōushān dìqū). Las islas tienen un clima subtropical, con temperatura media anual de 15,8 °C. La zona también es notable como destino turístico y zona de pesca que atrae a más de 100.000 pescadores cada invierno.